# Barbara Farber
Barbara Farber (1931) is een Nederlands-Amerikaans modeontwerper en galeriehouder.

## Modeontwerper
De Amerikaanse Barbara Farber emigreerde in 1961 met haar man, journalist en schrijver Jules B. Farber, en haar gezin naar Nederland. In de jaren 1960 maakte ze patronen voor het tijdschrift Margriet. Ze was moeder van drie kinderen en vond geen kinderkleding naar haar smaak; deze was in Nederland "zo stijf en fantasieloos". Daarom begon Farber kleding te maken voor haar eigen dochter, waarna ook andere moeders haar benaderden voor op maat gemaakte kleding.
In 1968 werd Barbara Farber gevraagd om een collectie voor het jubilerende Vroom & Dreesmann in Den Haag te ontwerpen. Deze collectie, in eerste instantie verkocht onder de naam “Barbara en Edward”, vormde de voorbode van haar latere, eigen gelanceerde label.
De eigen collectie van Faber kreeg de naam “Kombineer-Maar-Kollekties”. De kleding was geschikt voor meisjes en jongens van kleuterschool- en lagereschoolleeftijd. Deze had een praktische snit en bood veel combinatiemogelijkheden. Haar kledingstukken waren functioneel met elementen als opgestikte zakken, ritsen en verstelbare zomen. Ze maakte gebruik van natuurlijke materialen van Nederlandse fabrikanten, zoals denim, ongebleekt katoen en ribfluweel, en werkte met felle kleuren en vrolijke dessins. De kleding droeg het herkenbare merk en opschrift "BF" naar een ontwerp van Helmut Salden.

## Receptie en invloed
De kinderkleding van Farber werd al snel ook verkocht in winkels als De Bijenkorf, Gerzon, Maison de Bonnetterie en The Society Shop. Haar ontwerpen vonden niet alleen een plek in Nederland, maar werden ook internationaal verkocht – onder andere in de Verenigde Staten, België, Duitsland, het Verenigd Koninkrijk, Frankrijk en Zwitserland. In 1970 presenteerde zij als vertegenwoordiger van het Internationale Katoen Instituut twee ontwerpen op de Wereldtentoonstelling in Osaka. Ondanks de brede populariteit van haar collecties waren niet alle reacties eenduidig; sommige critici vonden de drukke dessins en ongewone kleurcombinaties te uitgesproken voor kinderkleding, en er was kritiek op de relatief hoge prijs.

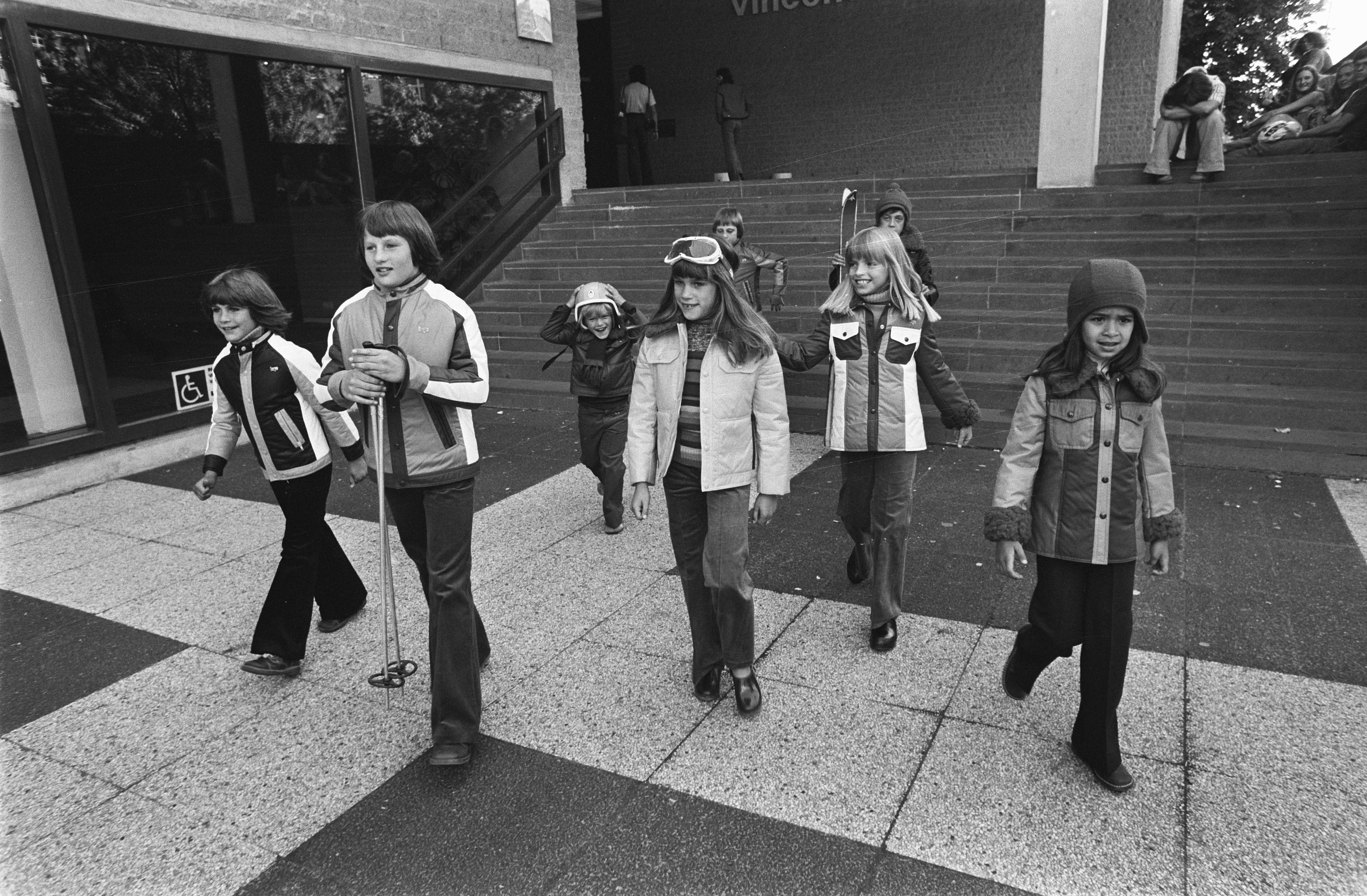
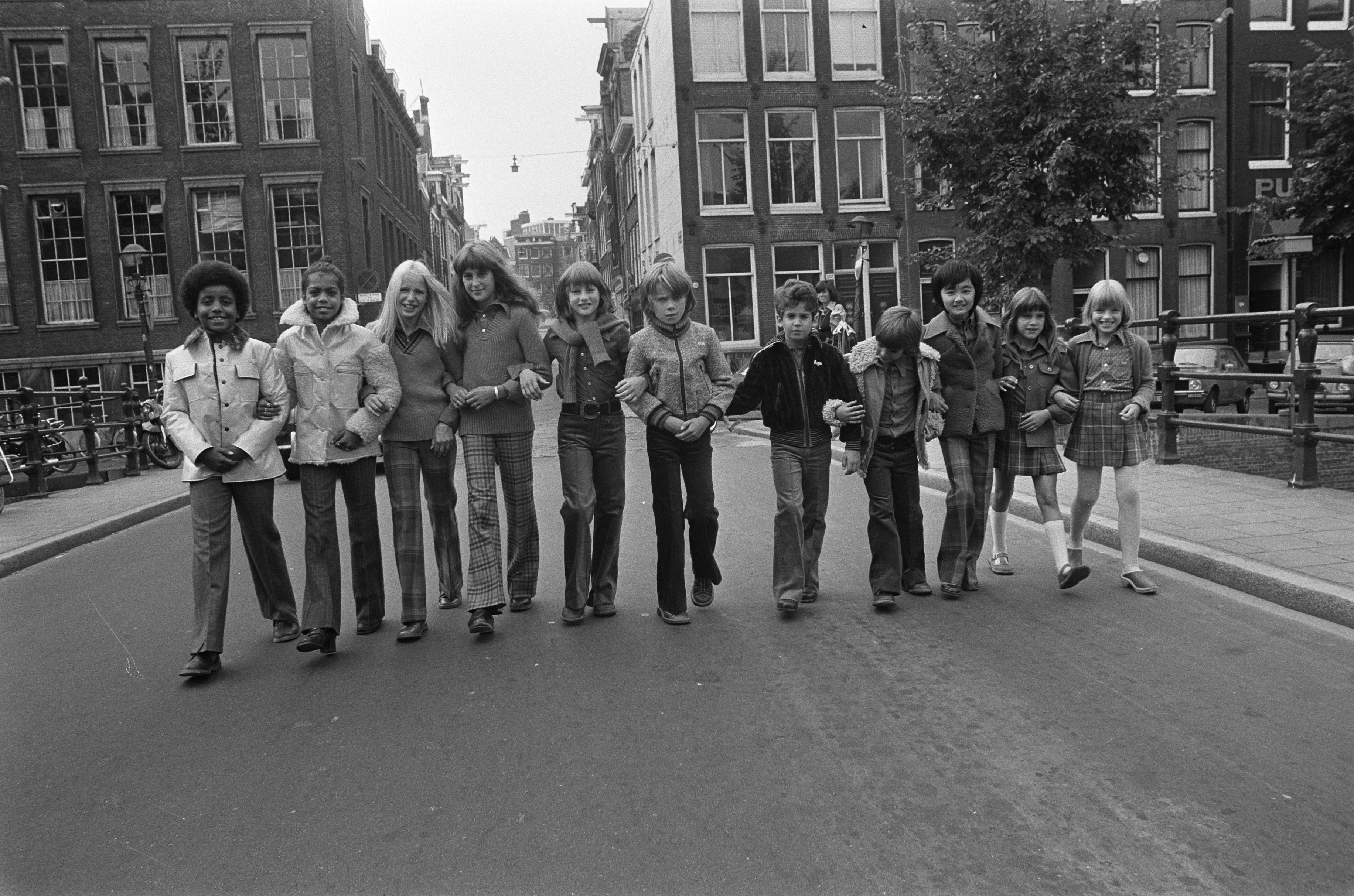
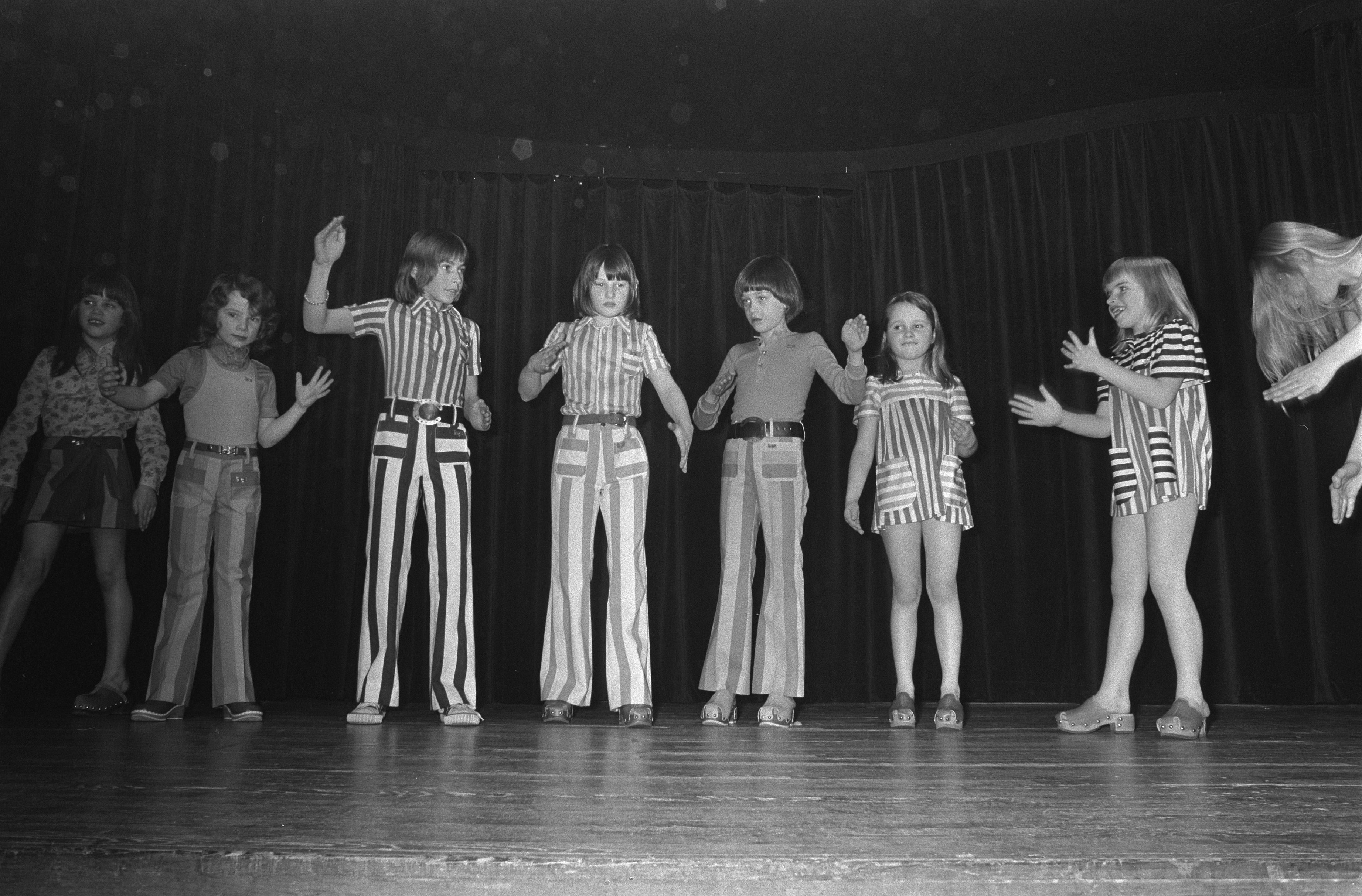

## Galeriehouder
In 1979 verliet Barbara Farber de modewereld om zich te richten op beeldende kunst. Ze opende een eigen galerie in Amsterdam – aanvankelijk “Galerie American Graffiti”, vanaf 1983 omgedoopt naar “Galerie Barbara Farber”. De galerie was gespecialiseerd in kunst van internationale jonge kunstenaars, vooral uit New York.
In 1992 ging galeriehouder Rob Jurka ook bij Galerie Barbara Farber werken. Farber zelf verhuisde naar Marseille in 1997, waar ze opnieuw een eigen galerie startte. Rob Jurka zette de Amsterdamse galerie verder. 

## Centraal Museum
Een aantal stuks kinderkleding ontworpen door Barbara Farber is in 1973 opgenomen in de collectie van het Centraal Museum in Utrecht, en haar nieuwe collectie in 1974 werd er geshowd. Haar werk werd een aantal keren daarna nog tentoongesteld in het museum, onder andere bij “Dromen in beton: Over de onstuimige levensloop van Kanaleneiland en Hoog Catharijne” (2019-2020).